# NGC 5949
NGC 5949 је спирална галаксија у сазвежђу Змај која се налази на NGC листи објеката дубоког неба.
Деклинација објекта је + 64° 45' 47" а ректасцензија 15h 28m 0,7s. Привидна величина (магнитуда) објекта NGC 5949 износи 12,1 а фотографска магнитуда 12,9. Налази се на удаљености од 14,483 милиона парсека од Сунца. NGC 5949 је још познат и под ознакама UGC 9866, MCG 11-19-8, CGCG 319-16, KARA 682, IRAS 15273+6456, PGC 55165.